# Еппл-Веллі (Огайо)
Еппл-Веллі (англ. Apple Valley) — переписна місцевість (CDP) в США, в окрузі Нокс штату Огайо. Населення — 5352 особи (2020).

## Географія
Еппл-Веллі розташований за координатами 40°26′17″ пн. ш. 82°21′0″ зх. д. / 40.43806° пн. ш. 82.35000° зх. д. (40.438000, -82.350123).  За даними Бюро перепису населення США в 2010 році переписна місцевість мала площу 17,63 км², з яких 15,57 км² — суходіл та 2,06 км² — водойми.

## Демографія
Згідно з переписом 2010 року, у переписній місцевості мешкало 5058 осіб у 1944 домогосподарствах у складі 1515 родин. Густота населення становила 287 осіб/км².  Було 2576 помешкань (146/км²).
Расовий склад населення:
| - 96,9 % — білих - 1,1 % — чорних або афроамериканців - 0,6 % — азіатів - 0,3 % — корінних американців |

До двох чи більше рас належало 0,8 %. Частка іспаномовних становила 1,4 % від усіх жителів.
За віковим діапазоном населення розподілялося таким чином: 24,2 % — особи молодші 18 років, 58,0 % — особи у віці 18—64 років, 17,8 % — особи у віці 65 років та старші. Медіана віку мешканця становила 42,3 року. На 100 осіб жіночої статі у переписній місцевості припадало 101,4 чоловіків;  на 100 жінок у віці від 18 років та старших — 98,1 чоловіків також старших 18 років.
Середній дохід на одне домашнє господарство  становив 75 668 доларів США (медіана — 59 915), а середній дохід на одну сім'ю — 81 625 доларів (медіана — 62 384). Медіана доходів становила 48 190 доларів для чоловіків та 42 563 долари для жінок. За межею бідності перебувало 7,5 % осіб, у тому числі 7,9 % дітей у віці до 18 років та 4,9 % осіб у віці 65 років та старших.
Цивільне працевлаштоване населення становило 2595 осіб. Основні галузі зайнятості: освіта, охорона здоров'я та соціальна допомога — 25,7 %, роздрібна торгівля — 16,1 %, виробництво — 14,6 %.